# Ikey Robinson
Isaac L. „Ikey“ Robinson, auch „Banjo Ikey“ Robinson (* 28. Juli 1904 in Dublin, Virginia; † 25. Oktober 1990 in Chicago) war ein US-amerikanischer Musiker (Banjo, Gitarre, Klarinette und Gesang) des Chicago-Jazz.

## Biografie
Ikey Robinson spielte zunächst ab 14 Jahren mit lokalen Musikern in Virginia, so 1922 im Harry Watkin's Orchestra. 1926 ging er nach Chicago, wo er dann 1928/29 mit Jelly Roll Morton, Clarence Williams und vor allem mit Jabbo Smith and his Rhythm Aces spielte. Daneben arbeitete er mit eigenen Formationen wie Ikey Robinson and his Band (mit Jabbo Smith), The Hokum Trio, The Pods of Pepper, Windy City Five (Scrunch-Lo) und Sloke & Ike, mit denen er und 1935 einige Schallplatten einspielte. u. a. mit dem Klarinettisten Darnell Howard. Robinson spielte in den 1930er Jahren außerdem mit Wilbur Sweatman, Noble Sissle, Carroll Dickerson und Erskine Tate; weitere Aufnahmen entstanden mit Richard M. Jones (1927), Clarence Williams (in You Ain't Too Old als Klarinettist), Herman Chittison und Fletcher Henderson (als Vokalist in Take Me Away from the River, 1932). Ab den 40er Jahren arbeitete er mit kleineren Ensembles; Anfang der 60er  Jahre mit Franz Jackson und in Junie Cobbs New Hometown Band. Mit Jabbo Smith ging er in den 70er Jahren erneut auf Tourneen, in den 80er Jahren arbeitete er in Deutschland mit Abbi Hübner. 1986 hatte er in der Howard-Armstrong-Filmbiografie Louie Bluie einen Auftritt.
Nach Ansicht von Scott Yanow war Robinson ein „exzellenter Banjoist und Sänger, der fähig war, vom Ende der 20er bis Ende der 30er Jahre sowohl Jazz als auch Blues aufzunehmen. Bedauerlicherweise spielte er nach dem Ende der Swingära lange Zeit keine Platten mehr ein, was ihn dann in Vergessenheit geraten ließ“.

## Filmografie
- Louie Bluie (1986). Regie: Terry Zwigoff

## Diskografie
- Banjo Ikey Robinson 1929-1937 (RST)
- Louie Bluie (Arhoolie)
- Jabbo Smith 1929-1938 (Classics)

## Lexikalischer Eintrag
- Bielefelder Katalog 1985, 1988, 2001
- Richard Cook, Brian Morton: The Penguin Guide to Jazz on CD. 6. Auflage. Penguin, London 2002, ISBN 0-14-051521-6.